# Dong (prénom)
Pour les articles homonymes, voir Dong.
Dong (chinois : 冬 ; pinyin : dōng) est un prénom masculin chinois ou vietnamien qui veut dire hiver. Il ne doit pas être confondu avec le patronyme Dong.
Le prénom chinois féminin Dongmei (冬梅, dōng méi, « Prune d'hiver »), fait également référence au même terme.

## Personnalité
- Dong Dong (1989-), un gymnaste trampoliniste chinois médaillé d'or aux jeux olympiques de 2012.

## Occurrence
Aucun enfant né en France n'a reçu ce prénom depuis 1950. 